# Olev Mikiver
Olev Mikiver, född 11 juli 1922 i Loksa i Estland, död 3 juli 1994 i Malmö, var en svensk målare, tecknare, scenograf och bokillustratör. 

## Biografi
Mikiver, som var son till en urmakare, flydde till Sverige via Finland 1944 under andra världskriget och blev svensk medborgare 1954. Han studerade grafik på Konstfackskolan i Tallinn 1942 och fortsatte efter detta på Konstakademien Pallas i universitetsstaden Tartu (Dorpat) i Estland. Han fortsatte vid konkretistiskt inriktade Académie Libre i Stockholm 1947-1948, innan han 1951 for till Paris för studier vid Académie de la Grande Chaumière, samt Oslo, München, London, Toronto, New York och Italien. Efter en tid i Stockholm slog han sig ner i Malmö och gifte sig 1954 med chefsmusikbibliotekarien vid Malmö stadsbibliotek, Marju Mägiste, också hon flykting från Estland.

### Bildkonst
Mikiver arbetade i en surrealistisk stil med kubistiska och expressionistiska drag och utvecklade med tiden en helt egen stil, med motiv hämtade bland annat från den grekiska mytologins Odysseus irrfärder till sjöss återspeglande hans egen flykt över Östersjön. Från 1980-talet och framåt utvecklades han till en utpräglad kolorist.
Han debuterade 1946 med utställningen Estnisk och lettisk konst på Liljevalchs i Stockholm. Därpå följde Surrealistisk manifestation 1949, Konst i landsflykt 1951 och Stockholmssalongen på Liljevalchs 1958. Han deltog i ett drygt sextiotal samlingsutställningar i Sverige, Danmark, Tyskland, USA, Kanada och Finland, däribland ett antal gånger med Konstnärernas Samarbetsorganisation (KSO) och med andra estniska flyktingkonstnärer. Dessutom ett drygt tiotal separatutställningar i Stockholm, Malmö, Ystad. År 1991 anordnade Estniska Konstmuseet i Tallinn dels en separat Olev Mikiver-utställning i det estniska presidentpalatset, dels en grupputställning på Toompea (Domberget) i Gamla staden i Tallinn med bland annat Mikivers konst (”Estnisk konst 50 år i exil”).
Han är representerad bland annat i Malmö stads och Region Skånes samlingar, i estniska konstmuseet KUMU och i Tartu. 
| ”                               | Som konstnär är Mikiver framför allt naturlyrisk och mytisk. Hans natur har en själ och den själen förnimmer man även då den inte är fullt synlig. Men han målar inte naturen på klassiskt vis, hans uttryckssätt är, utan att vara abstrakt i ordets egentliga mening, abstrakt och djupt självständig. Han ”klipper ihop” realistiska motiv och formar ihop dem i varandra på sitt eget sätt. | „ |
| – Maia Mathiesen, konstkritiker | |   |

### Teater och bokillustration
Från 1954 började Mikiver även arbeta som dekormålare på Malmö Stadsteater, och detta ledde efterhand till en verksamhet som scenograf på bland annat denna teater och Pildammsteatern med ett 30-tal produktioner mellan 1958 och 1972. Första produktionen var Två på gungbrädet av William Gibson hösten 1958. Andra uppsättningar var till exempel Onkel Vanja (Anton Tjechov), Natthärbärget (Maksim Gorkij), Fantastiska Pappa (Nils Poppe), Spöket på Canterville (Bernt Callenbo/Oscar Wilde) och Mästerdetektiven Blomkvist (Astrid Lindgren). 
Han har också arbetat med mosaik, sedan 1940-talet varit medarbetare i estniska tidningar och tidskrifter och som bokkonstnär och utformat en mängd böcker för estniska flyktingförlag, såsom estniska bokförlaget Eesti Kirjanikute Kooperativ. Där illustrerade han bokomslag till några de mest namnkunniga exil-estniska författarna: Bernard Kangro, Arvo Mägi, Valev Uibopuu med flera.

## Priser och utmärkelser
Han erhöll Kulturpriset för ester i Sverige 1978, Statens konstråds stipendium 1981, Estniska kulturfondens pris 1990 och Estniska kommitténs pris 1994.

## Teater

### Scenografi (ej komplett)
| År   | Produktion                                 | Upphovsmän | Regi                | Teater            | Noter                       |
| ---- | ------------------------------------------ | --- | ------------------- | ----------------- | --------------------------- |
| 1964 | Mästerdetektiven Blomkvist på nya äventyr  | Astrid Lindgren | Jan Lewin           | Malmö stadsteater |                             |
| 1965 | Barfota i parken Barefoot in the Park      | Neil Simon Översättning Marianne Höök                                                                                  | Åke Engfeldt        | Malmö stadsteater |                             |
| 1966 | Aldrig i livet Busybody                    | Jack Popplewell Översättning Evert Lundström                                                                           | Gösta Folke         | Malmö stadsteater |                             |
| 1966 | Söndagshustrun Woman in a dressing gown    | Ted Willis Översättning Göran O. Eriksson                                                                              | Åke Engfeldt        | Malmö stadsteater |                             |
| 1968 | Galanta intriger The Beaux' Stratagem      | George Farquhar, Ernst van Altena, Jack Popplewell och Jurriaan Andriessen Översättning Olov Jonason och Gunnar Wersén | Egon Larsson        | Malmö stadsteater | Tillsammans med Härje Ekman |
| 1968 | Spektakel                                  | Staffan Westerberg | Karl Rune Johansson | Malmö stadsteater | Scenografi och kostym       |
| 1968 | Scapins rackartyg Les fourberies de Scapin | Molière | Karl Rune Johansson | Malmö stadsteater | Scenografi och kostym       |
| 1970 | Clownen Beppo                              | Else Fisher | Richard Bark        | Malmö stadsteater |                             |